# مسكرة (مستحضر تجميل)

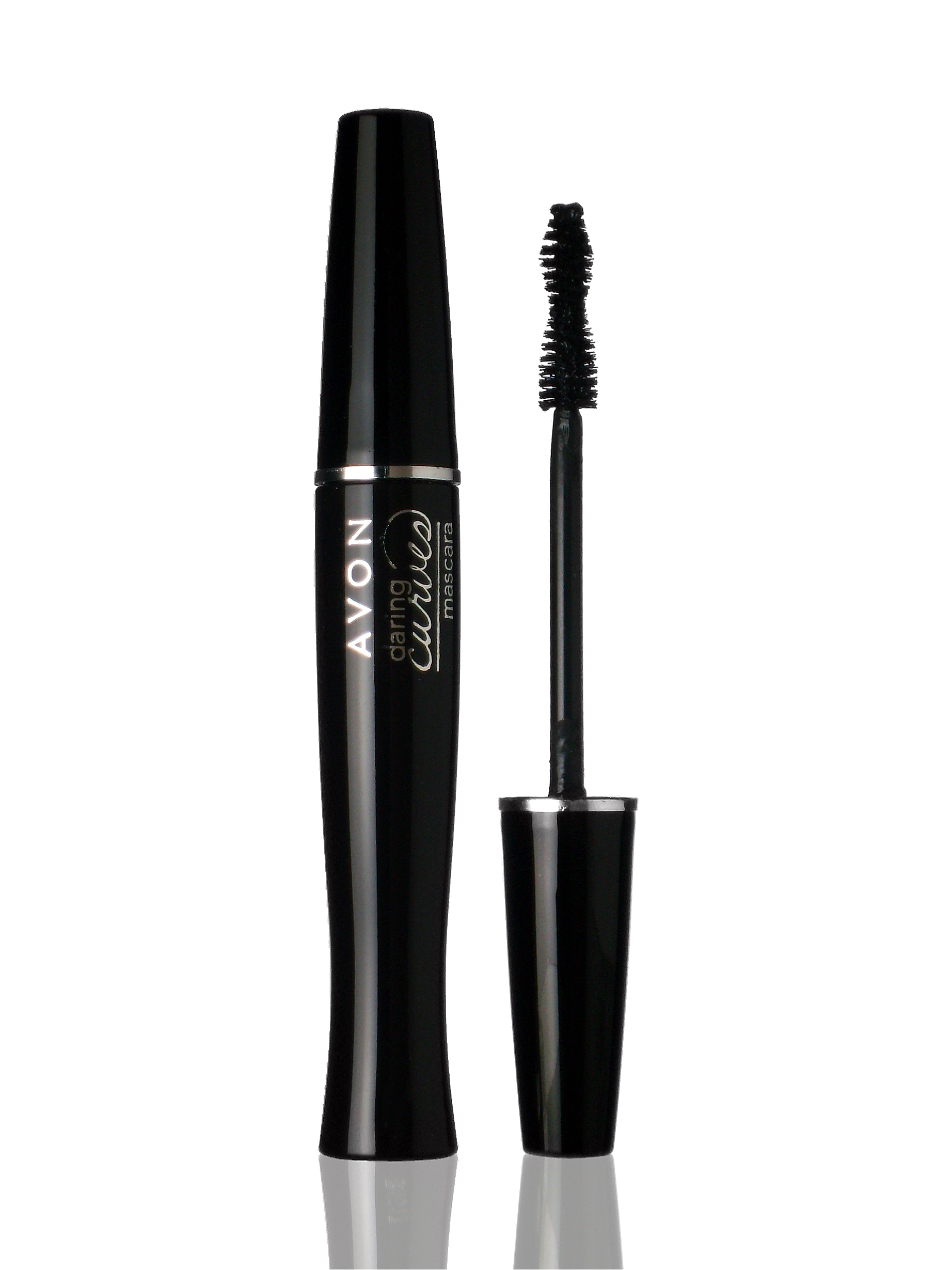
أنبوب مسكرة ومعه فرشاه لتسهيل الإستخدام

المَسْكَرة أو الرَّقون هي مستحضر تجميل يستخدم لتجميل وإبراز العين. عادة ما تقوم المَسكرة بتعتيم، تكثيف، إطالة، إبراز الرموش. تأخذ المَسكرة ثلاثة أشكال هم: سائل، أو كتلة صلبة، أو قشدية القوام. تتكون المَسكرة الحديثة من تركيبات مختلفة مع مكونات أساسية وهي: صبغة، زيت، شمع، مادة حافظة.

## تعريف المَسكرة
يعرف قاموس كولينز الإنجليزي كلمة المَسكرة على أنها "مستحضر تجميل لإطالة، وصبغة، وتعتيم الروموش باللون الأسود ورفعها لأعلى. وتستخدم فرشاه أوعصا لوضعها. ويضيف قاموس أكسفورد أن المَسكرة تستخدم لتكثيف الحواجب ايضًا.

## أصل الكلمة
مازال اصل كلمة مَسكرة غير معروف، لكن يرجح أنه اشتق من الكلمة الأسبانية máscara وتعني قناع أو صبغة؛ أو الكلمة الإيطالية maschera ومعناها قناع أيضًا.